# 你今日拯救咗地球未呀?
《你今日拯救咗地球未呀?》(英文：Superman Forever) 是 W創作社與LYFE於 2005 年香港藝術中心合辦的音樂劇場，W創作社的第九部作品，是首個與蘇玉華合作的舞台劇，亦是跟林一峰繼《馴情記》後的二度合作，司徒慧焯及黃智龍執導，黃智龍編劇，聯合主演的還有邵美君、梁祖堯、楊詩敏及黃雪文，更邀得荷里活電影《史力加》動畫總監許誠毅擔任美術設計。

《你》劇十六場演出於開演前三星期已爆滿，而當中探討生死、回憶、成人童話的題材亦為劇團開拓藝術上更多的可能性。劇中描述蘇玉華飾演的女強人Louisa與邵美君飾演的爺爺及楊詩敏飾演的妹妹關係不佳，卻認為生活在掌握之內便沒有問題。直至得知自己患腦癌，從此一切開始失控，時常頭痛，甚至大小便失禁。此時卻遇上林一峰飾演的超人一號及梁祖堯飾演的超人二號。

著名劇評人石琪先生評「這是與眾不同的絕症劇，並非悽悽慘慘哭哭啼啼，而變出半真半幻、化悲為喜、有歌有「武」的狂想曲......此劇屬於自小觀看日本電視超人片集的世代，長大後深知超人救地球很幼稚，卻念念不忘。劇中最後把「超人一號」的神秘真相，與女主角對失蹤父親的回憶結合起來，相當巧妙動人。」

資深劇評人張秉權博士更評選《你今日拯救咗地球未呀?》為2005年本地「十佳」舞台劇。《你》劇並奪得第十五屆香港舞台劇獎「十大最受歡迎劇目」，反串演爺爺的邵美君亦憑此劇獲得「最佳女配角（悲／正劇）」，佈景設計師陳友榮亦被提名「最佳舞台設計」。

## 背景
「音樂劇場」是將流行歌融入舞台劇的表演藝術，有別於以歌詞推動劇情的音樂劇，「音樂劇場」的歌曲是提升演出的感性情感，藉此感染觀眾。

在籌備《你今日拯救咗地球未呀?》之際，編導黃智龍已決定了成人童話的演出方向，亦構想了演員林一峰與蘇玉華的角色關係：一對父女！而身材高大的梁祖堯成為一峰的超人徒弟、邵美君反串做咸濕爺爺等，都是有趣的角色安排。

歌曲方面，林一峰除了交出一貫風格的〈忘了被擁抱的感覺〉〈給最開心的人〉 及〈時間河〉等歌曲讓觀眾感動以外，以新風格所編寫的〈死you死me〉及〈大笨象〉，更是勾起觀眾的童真發出會心微笑。而W創作社Michael Tsang亦交出仿如童謠的旋律，讓一峰譜詞成為〈靜止〉。

## 故事大綱
Louisa在生日當日得知自己身患絕症卻決定消極面對這場身體的戰爭。但自少討厭看超人片集的她卻在此時遇上一個自稱「超人1號」的古怪青年，口裡堅持「每天要拯救地球一次」的超人1號更力邀Louisa加入超人行列，Louisa因此在超人1號引領下徘徊生與死的純真世界。原本是超人1號的學徒超人2號，但因Louisa的加入，被超人1號「明升暗降」成為version 1.5。童話世界裡的他奮力要成為超級英雄，現實世界裡的他卻飽受抑鬱症折磨。那邊廂，自殺會會長阿雪以連串歪理成功吸引到Louisa參與她的集體自殺行動。

Louisa 的爺爺是一個表面快樂的老人，內裡卻背負著整個家族的悲哀，是聯繫著Louisa與超人1號之間的關鍵人物。阿妹一直有著成為悲劇女主角的演員夢想，可惜事與願違。但透過Louisa學到的超人角度，阿妹的演員夢終於開花結果……。

## 演員表
蘇玉華 飾 Louisa

林一峰 飾 超人1號

梁祖堯 飾 超人Version 1.5／祖

邵美君 飾 Louisa爺爺

楊詩敏 飾 Louisa妹妹

黃雪文 飾 自殺會會長

劉子騰 飾 千面大盜

吳劍菲 飾 祖妻子

## 演出歌曲
所有歌曲由林一峰現場演唱
〈靜止〉 	

作曲：曾偉賢｜填詞：林一峰 

〈累了〉

作曲、填詞：林一峰 

〈急凍〉

作曲、填詞：林一峰 

〈秘密〉

作曲、填詞：林一峰 

〈大笨象〉	

作曲：林一峰｜填詞：林一峰、少爺占 

〈我和我的影子〉

作曲、填詞：林一峰 

〈忘了被擁抱的感覺〉	

作曲、填詞：林一峰 

〈遊樂場上的最後勝利〉	

作曲、填詞：林一峰 

〈數三聲〉	

作曲、填詞：林一峰 

〈死you死me〉

作曲、填詞：林一峰 

〈給最開心的人〉
 	
作曲、填詞：林一峰 

〈時間河〉	

作曲、填詞：林一峰 

## 出版紀錄
林一峰推出了收錄演出歌曲的舞台劇原聲大碟《你今日拯救咗地球未呀？》，此專輯亦包括了《馴情記》內由Ｗ創作社的曾偉賢作曲及林一峰填詞的歌曲〈純色〉。

## 外部連結
W創作社官方網頁（页面存档备份，存于）
W創作社Facebook 專頁（页面存档备份，存于）
W創作社微博（页面存档备份，存于）